# Кошмар на улице Вязов 4: Повелитель сна
«Кошмар на улице вязов 4: Повелитель сна» (англ. A Nightmare on Elm Street 4: The Dream Master) — американский фэнтезийный слэшер 1988 года режиссёра Ренни Харлина, четвёртая часть киносериала «Кошмар на улице Вязов» о маньяке Фредди Крюгере. Режиссёр картины — Ренни Харлин, а главные роли в нём сыграли Лиза Уилкокс, Денни Хассел, Тьюзди Найт, Андраш Джонс и Роберт Инглунд в роли Фредди Крюгера. Премьера фильма состоялась 19 августа 1988 года. В США фильм собрал $49 369 899, из них в первые выходные проката $12 883 403, окупив свой бюджет в $6,5 миллионов почти в два раза, а до выхода фильма «Фредди против Джейсона» (2003) четвёртая часть франшизы была самой кассовой в прокате США — она заработала $49 миллионов (без учёта инфляции). Часто этот фильм серии называют «Кошмаром» поколения «MTV», картины получила смешанные отзывы критиков.

## Сюжет
Эпиграф: «Когда глубокий сон находит на людей, объял меня ужас и трепет. И потряс все кости мои». Книга Иова, глава 4, стих 12.
Кристин, Джоуи и Кинкейд после выпуска из лечебницы Уэстен-Хиллз стали жить нормальной жизнью и ходить в школу. У Кристин появились новые друзья: Элис, молодая и умная девушка; Шила, страдающая от астмы; Дебби, девушка, боящаяся насекомых. Также у Кристин появился парень — Рик, боец и брат Элис.
Кристин продолжает видеть кошмары, ей кажется, что Фредди вернулся. Во время одного из таких снов, в котором ей снился заброшенный дом с улицы Вязов, она затащила в него Кинкейда и Джоуи. Но парни не поверили опасениям Кристин и попросили её больше не мешать им спать.
На следующую ночь Кинкейд просыпается в закрытой старой машине. Когда он выбирается из неё, то понимает, что находится на автомобильной свалке, где был похоронен Фредди. Собака Кинкейда натыкается на могилу из которой восстаёт Фредди и убивает Кинкейда. Тем временем Джоуи, лёжа в кровати, смотрит телевизор, засыпая, он замечает, что обнажённая девушка с экрана появляется в его водном матрасе, после чего из матраса вырывается Фредди и затаскивает в него парня.
Утром Кристин не находит своих друзей в школе. Она рассказывает Элис о своих снах. Затем Кристин ударяется головой, теряет сознание и видит смерть своих друзей. Кристин вместе с Элис, Риком и Деном Джорданом, одним из лучших друзей Рика, посещает заброшенный дом на улице Вязов. Элис говорит Кристин, что раз та может контролировать свои сны, она должна просто подумать о чём-то хорошем. Вечером мать Кристин даёт ей снотворное, подмешанное в еду. В своём сне Кристин, пользуясь советом Элис, пытается преобразить кошмар в приятный сон. Кристин встречает девочку по имени Элис, строящую на берегу песочный замок, но тут появляется Фредди и рушит его. Затем Кристин оказывается в доме Крюгера. Она понимает, что является последним подростком с улицы Вязов, и что Фредди использует её, чтобы добраться до других. Он заставляет Кристин позвать Элис, и, когда та появляется, Кристин пытается разбудить её. Крюгер бросает Кристин в печь и забирает её душу. Перед своей смертью Кристин передаёт Элис свой дар втягивать других в свои сны.
Элис мгновенно просыпается и понимает, что Кристин в опасности. Прибежав к ней, она обнаруживает, что комната Кристин горит. Пока Элис думает над тем, кем является Фредди, её подруга погибает. Заснув на тесте и встретившись с Фредди, Элис затаскивает невыспавшуюся и тоже заснувшую Шилу в свой сон, где Фредди целует её, и та задыхается на уроке от астмы. Следующим умирает Рик, во время боя Фредди протыкает парня своей перчаткой. С каждой смертью силы Элис становятся мощнее, она получает способности умерших подростков. После смерти брата Элис встречается с Деном. Вместе с ним Элис пытается спасти свою последнюю подругу Дебби. Но Фредди запутывает их и убивает Дебби, превратив её в насекомое и раздавив. Элис, заснувшая за рулём, видит Фредди, стоящего на дороге, и таранит его, но врезается в дерево. В результате Ден сильно ранен, его увозят в больницу и дают наркоз перед операцией, а Элис готовится к финальному бою. Элис засыпает, чтобы успеть добраться до Фредди до того, как тот убьёт Дена. Во время кошмара Дена Фредди протыкает его, у него открывается сильное кровотечение, но врачи спасают и будят его, Элис остаётся во сне одна. Она использует все полученные способности против Фредди, но не может победить его, так как Фредди бессмертен. Почти отчаявшись, Элис использует подсказку из детской считалки — направляет на Фредди зеркало и освобождает души его жертв, из которых он состоит.
Ден с Элис гуляют у фонтана. Ден кидает в него монетку, и Элис замечает в воде отражение Фредди. Элис загадывает желание, Ден спрашивает её, что она загадала, она отвечает, что не скажет, так как желание не сбудется. Они уходят.

## В ролях
| - Роберт Инглунд — Фредди Крюгер / медсестра в кошмаре Кристин - Лиза Уилкокс — Элис Джонсон - Денни Хассел — Ден Джордан - Андрас Джонс — Рик Джонсон - Тьюзди Найт — Кристин Паркер - Родни Истман — Джоуи Красел - Кен Сэйгоус — Роланд Кинкейд - Брук Тисс — Дебби Стивенс - Той Ньюкирк — Шила Копеки | - Ник Миле — мистер Денис Джонсон, отец Элис и Рика - Брук Банди — Элейн Паркер, мать Кристин - Жаклин Мэш — миссис Крассел, мать Джоуи - Роберт Шей — Учитель литературы - Джоанна Липари — школьная медсестра - Линни Куигли — душа в груди Фредди - Хоуп Мари Карлтон — девушка во сне Джоуи - Ренни Харлин — ученик в классе (камео) - Ричард Гаррисон — Врач |

## Ранний этап

### Сценарий
Успех франшизы позволил компании «New Line Cinema» закрепить свой статус в индустрии, и студия была готова сразу же приступить к съёмкам очередного сиквела. Уэс Крэйвен вновь представил свою идею для очередного фильма серии, но продюсеры Сара Ришер и Роберт Шей отказались от неё в пользу концепции «Повелителя снов», которая идеально продолжала сюжетную линию третьего фильма. Сара Ришер говорит, что она всегда «сначала обращается к Уэсу за идеей»: "Его задумка была нелогичной — он предложил рассказать о путешествиях во времени через мир сновидений. Мы решили отказаться от её в пользу задумки Уильяма Котцвинкла и его «Повелителя снов». Шей также отметил, что «в сюжете Крэйвена не было того, что они искали». Крэйвену и его напарнику Брюсу Вагнеру предложили заняться «шлифовкой» написанного сценарий, но Уэс отказался: «Котцвинкл определённо талантливый автор, но каждый раз, как у них возникают проблемы со сценарием — они приходят ко мне и моему товарищу Брюсу Вагнеру, чтобы переписать текст. Мы решил, что будем участвовать только как авторы собственного материала».
«В фильме есть одна из моих самых любимых сцен во всей франшизы — а меня в ней нет! Элис оказывается у кафе «Крэйв Инн» — поняли? «Крэйв Инн»? Крэйвин, Уэс Крэйвин? Разве это не умно? А затем она и Ден садятся в машину, открывают дверь, и сцена повторяется… и повторяется, и повторяется — полностью дезориентируя во времени. Когда я увидел этот эпизод, я вздрогнул — он очень напомнил мне мои кошмары. Это гипнотизировало и пугало — точное воспроизведение моего сна»
Брайан Хелгеленд появился на студии «New Line Cinema» в Рождество 1987 года со сценарием фильма «Привет с дороги в ад» (он вышел лишь в 1992 году), но компания экстренно разыскивала сценариста и режиссёра для четвёртого «Кошмара». Майкл Де Лука уговорил Хелгеленда заняться «Повелителем снов». На то, чтобы переписать сценарий Уильяма Котцвинкла Брайану дали две неделе — он управился за 9 дней, работая в доме родителей, а затем отправил текст на студию с помощью почтового сервиса FedEx. По мнению Харлина, текст больше напоминал план фильма, а не сценарий. Затем его отдали на доработку Кену и Джиму Уитам.

### Режиссура
Боссы студии искали молодого режиссёра — предпочтительно, неизвестного публике. В интервью «Midnight’s Edge» режиссёр Том МакЛафлин рассказал, что в определённый момент студия предложила ему руководить съёмками «Повелителя снов» вскоре после того, как он закончил работу над фильмом «Пятница, 13-е: Джейсон жив» — режиссёр хотел творческого контроля, но продюсеры отказали ему, учитывая, что съёмки к тому времени уже велись без режиссёра вообще: «Я приехал на встречу с боссами и сказал: «Я люблю Фредди, было бы здорово снять фильм, но я хочу, чтобы было так, как в „Пятнице“ — я принимаю творческие решения». На что они мне ответил: «Ну, мы уже снимаем, над спецэффектами работают две команды». Я спросил: «Без режиссёра?». «Да, мы знаем, чего мы хотим». Я ответил, что так не работаю. И я отказался — разумеется, сделав одолжение Ренни Харлину».
В итоге режиссёрское кресло занял Ренни Харлин дебютант в Голливуде, ранее работавший над двумя низкобюджетными картинами — «Рождённый американцем» (1986) и «Тюрьма» (1988). В тот момент, Харлин был практически на грани банкротства. По словам Харлина, он встречался с руководством студии 5 раз без записи, ожидая Боба Шея в коридоре — первой реакцией продюсера был справедливый вопрос: «Как он будет работать? Он же не знает английского языка!», однако Сара Ришер отстаивала его кандидатуру. Ришер вспоминает, что при каждой встрече он выглядели всё грязнее и грязнее, на нём была одна и та же одежда — в конце концов, Шей сдался, удивившись энергичности молодого режиссёра и острой необходимости в человеке, который возглавит съёмочный процесс.
Рейчел Талалэй уверяет, что продюсеры были солидарны с ней — на данном этапе зрителям всё сложнее бояться Фредди, поэтому создатели решили развивать образ из «Воинов сна», а не концентрироваться исключительной на хорроре. По словам Харлина, Фредди стал кем-то вроде «Джеймса Бонда в своих фильмах»: «Мы достигли той точки, когда зрители воспринимают Фредди, как главного героям фильма. Они приходит в кино, чтобы услышать его шутки и увидеть удивительные вещи, которые он вытворяет. Поэтому я решил уделить ему больше экранного времени. Зрители всё ещё боятся его, но в то же время — „болеют“ за него». Во многом вдохновением для создателей стала картина «Китайская история о призраках» (1987) — в плане использования многих ракурсов, резких переходов и динамичных сцен.
Работа над фильмом была непростой для Ренни Харлина — кроме отсутствия готового сценария, продюсер Боб Шей почти каждый день приходил на съёмочную площадку, но едва ли разговаривал с режиссёром, который боялся, что его в любой момент уволят. На съёмочный процесс также в значительной степени повлияла забастовка Гильдии сценаристов Америки — она длилась с 7 марта по 7 августа 1988 года. Это привело к тому, что Ренни Харлин и продюсеры постоянно вносили изменения в сценарий по ходу съёмок, многие сцены и диалоги придумывались на месте: «Чтобы снять хороший сиквел нужно всё делать лучше и оригинальней. Я хотел показать сильных персонажей и отношения между ними. В картине может быть полно первоклассных спецэффектов, но если в ней нет персонажей, за которых зритель будет переживать — вы пропали». Изначально Харлин развивал совсем другую линию сюжета: после выхода из клиники между Джоуи и Кристин начался роман, а Рик был близким другом Кристин. Реплики Лизы Уилкокс и Андраса Джонса — чьи персонажи как минимум в одной из версий сценария были близнецами — в сцене после смерти Кристин были импровизацией актёров. Многие сцены сновидений были идеей Харлина, а не сценаристов картины — их навеяли детские кошмары режиссёра.

## Кастинг

### Кристин Паркер и старые персонажи
Боссы студии хотели вернуть Патрсию Аркетт в роли Кристин Паркер в четвёртой части, но в тот момент актриса хотела новых и более сложных ролей, и поэтому приняла решение отказаться от съёмок в «Повелителе сна». Продюсер Сара Ришер был очень разочарована решением актрисы, так как считала её важной частью «Кошмара 3» и любимицей съёмочной группы.
«Они предлагали мне вернуться в четвёртом фильм, но к тому времени я рвалась к более сложным ролям. Я только закончила съёмки фильма „Папочка“ о подростковой беременности, и мне очень нравилось то, чем я занимаюсь. Я люблю ужастики и франшизу о Фредди, но я хотела попробовать что-то другое».
Долгое время ходили слухи, что Аркетт отказалась от работы в фильме из-за своей беременности; также в СМИ писали, что агент актрисы требовал увеличения гонорара в связи с растущей известностью Аркетт. В книге «Assault Of The Killer B’s: Interviews With 20 Cult Film Actresses» утверждается, что Аркетт боролась с образом героини ужастиков — именно поэтому она отказалась от съёмок в продолжения, сконцентрировав силы на более драматических ролях, которые помогли ей добиться статуса уважаемой актрисы Голливуда". Кроме того, в сентябре 1988 года вышел фильм с её участием — «Крайний Север» (англ. Far North), съёмки которого могли пересекаться с четвёртым «Кошмаром».
Тьюзди Найт получила роль Кристин. Актёры третьего фильма вернулись к своим ролям в продолжении — Родни Истман, Кен Сэйгоус и Брук Банди. Истман и Сэйгоус также были расстроены отказом Аркетт от участия в сиквеле — Найт позже призналась, что «на съёмочной площадке чувствовала себя не в своей тарелке из-за этого». Некоторые члены съёмочной группы и актёры предположили, что между ней и Харлином завязался роман — он уделял слишком много внимания актрисе на площадке; и Найт, и Харлин отрицали этот факт. Истман узнал о возвращении к роли от своего агента. Сэйгоус со смехом вспомнил, как говорил своим друзьям: если они идут в кино, чтобы посмотреть на него, они не должны брать напитки и закуски, так как не успеют их съесть — так мало экранного времени у его персонажа.

### Элис Джонсон и новые герои
Директор по подбору актёров Аннет Бэнсон просмотрела пробы 600 актрис на роль Элис Джонсон. Актриса Элли Корнелл рассказала в одном из интервью, что проходила кастинг на роль в одном из фильмов франшизы «Кошмар на улице Вязов» в 1988 году. В книге «Horror Films Of The 1980s» говорится, что студия «New Line Cinema» кого-то «типа Элли Корнелл», «девочку по-соседству» — актриса получила роль Рейчел Каррузерс в фильме «Хэллоуин 4: Возвращение Майкла Майерса» незадолго до того, как проходила пробы в «Повелителе сна». Актриса Лезли Дин, позже сыгравшая роль Трейси в «Фредди мёртв» также проходила пробы для фильмов «Воины сна» и «Повелитель сна». Роль итоге достала Лизе Уилкокс — она стала дебютной для актрисы — она также приходила на прослушивания для «Воинов сна».
Ренни Харлин вспоминает, что продюсеры искали того, кто достоверно сыграет «робкую и уязвимую девушку в начале фильма, а затем будет убедительно выглядеть в роли Сигурни Уивер из «Чужого»; они встретили много «крутых девчонок», но никто из них не смог показать мягкую сторону характера, и наоборот — многие милые актрисы провалились, когда пытались выглядеть «круто». По словам Уилкокс, боссы сразу же поняли, что не могут найти подходящую актрису — вначале она сама получила несколько отказов, мотивированных тем, что она «больше похожа на чирлидершу, а не на девочку-интроверта». Уилкокс приложила усилия для того, чтобы подобающе выглядеть на следующем прослушивании: «Я пришла без косметики, надела жёлтое (самый плохой цвет для меня) — в целом, я выгледила как чёрт знает что. Они посмотрели на меня, не узнав сначала, и… отдали мне роль… Я прошла пробы с Тьюзди Найт — её уже взяли на роль Кристин Паркер. Мы читали диалог у школы, когда героини обсуждают „одинаковый багаж“. Ещё одни пробы были с Брук Тисс». Тисс сыграла в фильме Дебби Стивенс. Денни Хассел получил роль на раннем этапе работы над картиной — в сценарии даже не было прописано имя его персонажа, которого в итоге назвали также, как и актёра. Андрас Джонс сыграл Рика — брата Элис; как отметил сам актёр в интервью, их персонажи — близнецы.

### Камео
Режиссёр Ренни Харлин исполнил роль школьника в классе, а продюсер Роберт Шэй читает лекцию о сновидениях, которую слушает Элис; кроме того, когда Дэн и Элис находятся в больнице, по громкой связи объявляют, что доктору Шэю нужно явиться в палату. Юная актриса Кристен Клейтон сыграла и в «Воинах сна», и в «Повелителе сна» — в первом фильме она играла девочку на трёхколёсном велосипеде, и девочку на пляже и рисующую мелом на асфальте во втором — в обоих случаях персонаж появлялся в кошмарных снах Кристин Паркер, а звали её Элис. Звезда ужастиков категории «Б» Линнея Куигли сыграла одну из душ, томящихся в груди Фредди.

## Производство

### Локации
Значительная часть съёмок проводилось на натуре в Лос-Анджелесе. В фильме была использована та же свалка автомобилей, что появилась в финале «Воинов сна» — над концепцией локации работал производственный дизайнер Мик Строун; на третьем фильме он был арт-директором и отвечал за ручные эффекты. Строун также работал над сценой автомобильной аварии и трубы-калейдоскопа. Декорации были выстроены в округе Пакойма в Лос-Анджелесе. «Старшая школа Венеции» превратилась в «Старшую школы Спринвуда». Её же использовали для съёмок в пятом фильме. Дом Кристин расположен на «Джун Стрит» — за углом снимали сцену в начале второго фильма, когда Фредди за рулём автобуса проезжает последнюю остановку. Кинотеатр «Rialto» в Южной Пасадене снился Элис в одном из кошмаров — там же проходили съёмки открывающей сцены фильма «Крик 2». Фонтан «The Mulholland Fountain» снимали в финале картине — в его водах Элис мельком видит отражение Фредди. Кафе «Крэйв Инн», где работали Элис и Дэбби, расположен на Оверленд-Авеню в Калвер-Сити.
В 2017 году актриса Лиза Уилкокс, сыгравшая Элис Джонсонс в двух фильмах серии, запустила «YouTube»-канал, на котором выкладывала видео со своими визитами на места съёмок четвёртой части; в одном из роликов снялся актёр Дэнни Хассел (он сыграл Дэна Джордана, возлюбленного Элис).

### Грим
Кевин Ягер и Говард Бергер работали над гримом Фредди Крюгера в четвёртом фильме — значительных изменений он не претерпел; именно образ в видении Ягера чаще используется при производстве игрушек и различной продукции с изображением персонажа. Инглунд любил рассказывать истории из своей жизни, пока его гримировали — многие них Ягер уже не раз слышал, но разговорчивость актёра значительно замедляла и осложняла процесс нанесения грима.

### Съёмочный процесс
Режиссёр Джон Карл Бюхлер возглавил команду по созданию спецэффектов в «Кошмаре 4» — его пригласил в проект Харлин, с которым они работали над «Тюрьмой»; в команду по созданию спецэффектов также вошёл Джим Дойл. Команда часто собиралась вместе, чтобы на ходу придумать, как воплотить в жизнь те или иные задумки из сценария прямо во время съёмок. По словам Инглунда, работа над четвёртой частью приводила его в восторг — именно благодаря новаторским решениям в съёмочном процессе картины. Талалэй также отметила, что не смотря на традиционно короткие сроки производства, «каждый мог предложить свою идею, которая так или иначе воплотилась в фильме». Бюхлер также остался в восторге от работы над проектом: «Мы не просто убивали людей. А делали это творчески, необычно и весело — это и есть мечта художника».

### Спецэффекты
Одна из ключевых сцен фильма — воскрешение Крюгера — была придумана Харлином буквально из шутки: в период съёмок фильма Харлин и продюсеры случайно встретили с режиссёром Джеймсом Кэмероном, и он спросил: «Как вы собираетесь воскресить Фредди на этот раз?», на что Харлин ответил: «На него пописает собака, и он воскреснет». Правда вместо жидкости собака Кинкейда по кличке Джейсон извергает пламя — по словам Роберта Инглунда, это должно было символизировать «Адскую гончую» и близость Крюгера с силами Тьмы. Выбор клички собаки также не случаен — это отсылка к маньяку Джейсону Вурхизу из другой популярной франшизы «Пятница, 13-е» — интересно, что в кроссовере «Фредди против Джейсон» уже Фредди воскресит Джейсона.
Режиссёр Ренни Харлин назвал сцену с водяной кроватью одной из самых сложных для съёмок, а Родни Истман шутит, что «красивые обнажённые девушки» — его слабость, вспоминая знаковую сцену с медсестрой Марси в «Воинах сна»; в этом эпизоде Фредди под водой играл дублёр.
Парк Сан-Педро на время съёмок превратили в песчаный пляж, засыпав территорию 30 тоннами песка. Слухи о том, что ведутся съёмки фильма о Фредди Крюгере быстро распространились по городу, и вскоре вокруг съёмочной площадки столпилось огромное количество поклонников, которым Роберт Инглунд раздавал автографы прямо в гриме Крюгера. На следующее утро на том же месте собралось больше 300 фанатов, и с тех пор на съёмках фильма Инглунда сопровождала охрана. После съёмок актёр обнаружил, что его трейлер окружили поклонники, а некоторые даже забрались на крышу — актёр подписал автографы самым спокойным из своих поклонников. Перед тем, как Фредди появляется на пляже, взрывается песчаный замок — на доли секунды можно заметить, что взрывается дом в форме особняка № 1428, куда в следующей сцене и попадает Кристин. По словам актрисы Тьюзди Найт и мастера по спецэффектам Кристофера Биггза была отснята часть сцены на пляже, в которой Найт носит накладную грудь, которую разрезает Фредди — по задумке авторов, она была отснята лишь для того, чтобы отвлечь внимание цензоров и безболезненно вырезать её из фильма. Также перед появлением Фредди в этой сцене Кристин сначала преследует тень Крюгера, которая оставляла солнечные ожоги своими прикосновениями. Харлин также хотел, чтобы купальник Найт был более откровенным, но актриса отказалась носить бикини.
Той Ньюкирк, сыгравшая Шейлу Копеки, вспоминает, что съёмки были непростыми для неё — её первый экран поцелуи состоялся с Фредди Крюгером, и в самый ответственный момент вставные зубы Роберт Инглунда выпали из его рта прямо в рот актрисе; неприятно было и то, что в этой сцене Инглунд носил перчатку с настоящими лезвиями. По словам Харлина, он до сих пор жалеет, что оставил в фильме часть сцены с механической клешнёй, появляющейся из парты Шейлы. Кроме того, Ньюкирк посчитала странной просьбу Харлина перечитать свой текст на стадии озвучания фильма — по мнению режиссёра, «персонаж совсем не звучал афро-американски».
Изначально Рик Джонсон должен был погибнуть в падающем лифте — в более масштабной и кровавой сцене — но от идеи отказались из-за заканчивающегося бюджета в пользу той, что в итоге попала в фильм; актёр даже ходил три недели в школу карате, но когда начались съёмки сцены, его всего лишь «попросили пару раз помахать перед собой руками». По словам Талалэй, сцена гибели Рика — одна из самых провальных во всём фильме — бюджет картины даже не предусматривал создание дорогой декорации для этого эпизода. Незадолго до съёмок, у актёра вырезали аппендицит — всё закончилось тем, что Джонс порвал швы. У Лизы Улкокс ушёл день усердных тренировок на то, чтобы научиться управляться с нунчаки, хотя часть знаменитой сцены у зеркала исполнил каскадёр в парике.
Грим Дебби, превращающейся в гигантского таракана ближе к финалу фильма, создал Скриминг Мэд Джордж — актриса проводила в гримёрном кресле более 3,5 часов. Харлин очень переживал за сцену, в которой трансформация только начиналась — по мнению режиссёра, руки девушки выглядели крайне нереалистично. В той сцене актрисе Брук Тисс принадлежала только голова — остальное тело было манекеном, лежащим на тренажёре, под которым находилась коробка, в которой актриса провела почти 5 часов.
Для съёмки в кинотеатр построили специальную платформу в виде балкона — в какой-то момент она меняла угол наклона, и Лиза Уилкокс действительно висела вертикально, держась за перила. В сцене пиццерии использовали специальный грим, чтобы состарить актрису Уликокс, но он крайне не понравился Харлину. Идея с лицам на пицце принадлежала режиссёру: были сделаны две копии — из глины и полноразмерная с лицами актёров.
Для съёмок финальной сцены, в котором души убитых Крюгером людей, пытаются освободиться и вырываются из груди убийцы — в сценарии названной «Хранилищем душ» (англ. Chest Of Souls) — был построен гигантский торс. Обнажённые статисты прятались внутри, прорывая неплотную поверхность — конструкцией было очень сложно управлять, и несколько раз декорация падала.

### Монтаж и удалённые сцены
Часть эпизодов не попало в финальную версию картины для американского проката. Была отснята сцена из сценария с кошмаром Элис, в котором Крюгер отрезает голову её отцу — однако создатели посчитали, что эпизод очень похож на сцену с матерью Кристин в третьем фильме, поэтому вырезали его. Перед тем, как Крюгер бросает Кристин в огонь, девушка произносит: «Я знала, что ты вернёшься» — эта фраза не попала в финальный монтаж, но звучит в одном из рекламных роликов картины.
Также картина подверглась цензуре в мировом прокате. Из шведской версии было вырезано 5 минут. Из британской киноверсии вырезали 56 секунд (две сцены с использованием нунчаки), а из видеоиздания — 1 минуту и 7 секунд. Полная прокатная версия фильма вышла на DVD лишь в 2001 году, когда картина получила рейтинг «15+».

## Саундтрек
| Оценки критиков | Оценки критиков |
| Источник        | Оценка          |
| --------------- | --------------- |
| Allmusic        | [ 42 ]          |

### Альбом
Официальный альбом-саундтрек на CD с песнями в стиле поп-рок и глэм-метал от лейбла «Chrysalis» поступил в продажу 25 октября 1990 года.
Список композиций
| №   | Название                         | Исполнитель             | Длительность |
| --- | -------------------------------- | ----------------------- | ------------ |
| 1.  | «Under The Night Stars»          | Sea Hags                | 4:07         |
| 2.  | «Standing Over You»              | The Angels              | 3:09         |
| 3.  | «Don't Be Afraid Of Your Dreams» | Go West                 | 3:59         |
| 4.  | «Back To The Wall»               | Divinyls                | 4:37         |
| 5.  | «My Way Or The Highway»          | Jimmy Davis & Junction  | 4:10         |
| 6.  | «Love Kills»                     | Vinnie Vincent Invasion | 5:33         |
| 7.  | «Therapist»                      | Vigil                   | 4:11         |
| 8.  | «Rip Her To Shreds»              | Blondie                 | 3:20         |
| 9.  | «Angel»                          | Love/Hate               | 3:41         |
| 10. | «Resurrection»                   | Craig Safan             | 2:56         |

Несколько композиций из саундтрека получили свои музыкальные клипы, которые содержали сцены из фильма. В работе над синглом «Are You Ready For Freddy?» с альбома «Coming Back Hard Again» американской хип-хоп группы The Fat Boys принял участие Роберт Инглунд в роли Фредди Крюгера — он начитал часть рэп-текста, а также снялся в музыкальном видео на песню из финальных титров фильма «Кошмар на улице Вязов 4: Повелитель сна». В композиции также замиксована фраза Нэнси Томпсон в исполнении актрисы Хезер Лэнгенкэмп — «Не засыпай» (англ. Don't Fall Asleep) из первой части. Видео издано в качестве бонуса на дополнительном диске «The Nightmare Series Encyclopedia» бокс-сэта «The Nightmare On ELm Street Collection» — релиз состоялся 21 сентября 1999 года в серии «New Line Platinum Series».
Песня «Love Kills» в исполнении Vinnie Vincent Invasion была написана специально для «Повелителя сна» — композиция появилась в официальном альбоме-саундтреке. На песню снято музыкальное видео с фрагментами из фильма, съёмки проходили в декорациях старой церкви, где проходила финальная битва Фредди и Элис — клип выпускался на различных VHS и DVD изданиях фильма. Канал MTV посвятил фильму передачу, гостем в которой был солист группы Винни Винсент. Специальная промо-версия сингла на виниле включала вступительное слово от Фредди Крюгера в исполнении Роберт Инглунда.

### Использованные песни
В дополнение к официальному альбому-саундтреку, в фильме были использованы и другие композиции.
Тьюсдэй Найт обсуждала с режиссёром Ренни Харлином возможность использования одной из её песен в фильме. Актриса вспоминает, что они сидели в машине режиссёра и слушали её песню «Nightmare», однако однозначного ответа от Харлина она не получила; узнав, что песню включили в саундтрек только на премьерном просмотре фильма. Из-за отсутствия лицензионных прав на композицию, долгое время у авторов фильма не было возможности выпустить её официально. Кроме того, запись считалась утерянной, но в итоге была обнаружена в архивах студии «Warner Bros.». Тогда Найт начала кампанию на Kickstarter и в 2015 году наконец выпустила песню, с которой начинается фильм. Независимый релиз существует в нескольких версиях — как сингл и мини-альбом в цифровом формате, а также на виниле; полный список треков альбома включает несколько версий песни и также другие композиции в исполнении певицы.
Продюсер Рэйчел Талалэй захотела купить права на использование песни «I Want Your (Hands On Me)» с дебютного альбома «The Lion & The Cobra» Шинейд О’Коннор, набиравшей популярность у зрителей MTV. Когда исполнительный продюсер Боб Шэй узнал, что песня обойдётся ему в дополнительные 10 тысяч долларов, он закричал на коллегу, а потом спросил мнения у съёмочной группы, и та поддержала Талалэй — песня звучала в фильме дважды: в сцене гибели Дебби и в финальных титрах.
В фильме также звучали песни:
- «Fatal Charm» в исполнении Билли Айдола (играет в сцене кошмара Джоуи)
- «In The Flesh» в исполнении Blondie (разговор Элис и Дэна в кафе)
- «Baila Baila (Dance With Me)» в исполнении Girl Talk (звучит на школьной парковке, когда туда приезжает Дебби)
- «Pride & Joy» в исполнении Джо Ламонта (звучит в кафе, когда Дебби берёт столик, за который сел Дэн)
- «Rebuilding The Big House» в исполнении Ника Гилдера
- «Anything, Anything» в исполнении Dramarama (звучала во время тренировки Рика; позднее — в сцене тренировки Элис)

### «A Nightmare On My Street» Уилла Смита
Песню «A Nightmare On My Street» записал и выпустил в 1988 году рэп-дуэт DJ Jazzy Jeff & The Fresh Prince. «The Fresh Prince» — псевдоним актёра и певца Уилла Смита. Песня стала третьим синглом второго студийного альбома исполнителей «He’s The DJ, I’m The Rapper». Песня могла появиться в официальном альбоме-саундтреке фильма «Кошмар на улице Вязов 4: Повелитель сна», но продюсеры картины решили не включать её в трек-лист, в ней даже использован семпл главной темы, написанной Чарльзом Бернштайном. В итоге «New Line Cinema» — обладатели авторских прав на франшизу — засудили лейбл и добились того, что копия видео-клипа была уничтожена (хотя она всё же сохранилась и через годы попала в Интернет), а на издании их альбома «He’s The DJ, I’m The Rapper» поставили маркировку, что песня не является частью саундтрека фильма, а также не лицензирована и никак не связана с франшизой «Кошмар на улице Вязов».

### Музыка Крэйга Сэфэна
| Оценки критиков | Оценки критиков |
| Источник        | Оценка          |
| --------------- | --------------- |
| Rate Your Music | [ 60 ]          |

Музыку к фильму написал Крэйг Сэфэн — официальный альбом лейбла «Varèse Sarabande» поступил в продажу 25 октября 1990 года. 12 октября 1993 года лейбл издал лучшие композиции из саундтреков к первым 6-ти фильмам на CD-альбоме «Freddy’s Favorites: Best Of A Nightmare On Elm Street». В 2015 году лейбл перевыпустил альбом в составе бокс-сета из 8-ми дисков с музыкой ко всем частям франшизы за исключением ремейка. Лейбл «Death Waltz Recording Company» также выпустил коллекцию «A Nightmare On Elm Street: Box Of Souls» на виниле в 2017 году.
Список композиций
| №   | Название                          | Длительность |
| --- | --------------------------------- | ------------ |
| 1.  | «Kristen's Haunted Dream»         | 3:44         |
| 2.  | «Freddy's Back»                   | 4:37         |
| 3.  | «Kincaid Killed In Junkyard»      | 1:32         |
| 4.  | «Joey's Wet Dream»                | 1:40         |
| 5.  | «Drugged To Death»                | 3:18         |
| 6.  | «Alice Lured Into Dream»          | 2:28         |
| 7.  | «Rick's Kung Fu Death»            | 3:15         |
| 8.  | «Freddy's Pizza Restaurant»       | 1:58         |
| 9.  | «Debbie Checks In / Time Circles» | 4:24         |
| 10. | «Sheila Sucks Face»               | 2:51         |
| 11. | «Theatre Madness»                 | 1:38         |
| 12. | «Freddy's Calliope»               | 1:51         |
| 13. | «Alice Battles Freddy»            | 3:55         |
| 14. | «Corpus Krueger»                  | 3:11         |

Ранее не издававшаяся музыка, вошедшая в коллекционный бокс-сет, включает композиции:
Список композиций
| №  | Название                                                                                  | Длительность |
| -- | ----------------------------------------------------------------------------------------- | ------------ |
| 1. | «Locker Scare / Boiler Scare / Bug Scare / Daydream B»                                    | 1:14         |
| 2. | «Alice At Mirror / Mom Discovers Joey / Kristen Faints / Freddy As Nurse / Daytime House» | 2:25         |
| 3. | «Alice Looks At Sidewalk / Kristen Dies Part D / Burning Bed / Alice Smokes In Bathroom»  | 1:54         |
| 4. | «Alice Laments / Sleep Clinic / Daydream C»                                               | 2:12         |
| 5. | «Freddy Reflection / Alice Wakes / Mind Over Matter / Hospital Arrival»                   | 1:52         |
| 6. | «Resurrection (Songtrack Album Score Suite) (Stereo)»                                     | 2:57         |

## Релиз

### Продвижение
Постеры к первым пяти фильмам создал художник Мэттью Джозеф Пик (англ. Matthew Joseph Peak). Для британского проката был создан эксклюзивный постер — над ним работал Грэм Хамфрис (англ. Graham Humphreys), ему принадлежит идея создания постера в стиле Джеймса Бонда. Один из постеров Пика для проката четвёртой части в Таиланде доработал художник Тонгди Панумс (англ. Tongdee Panumas).
В рекламной кампании картины использованы слоганы:
- «Вы готовы к встрече с Фредди?» (англ. Are You Ready For Freddy?)
- «Чистое зло никогда не умрёт…» (англ. Pure Evil Never Really Dies…)
- «Самый страшный кошмар…» (англ. The Biggest Nightmare Of Them All!)
- «Ужас за гранью твоих самых страшных кошмаров…» (англ. Terror Beyond Your Wildest Dreams)
- «Его зовут Крюгер. Фредди Крюгер» (англ. His Name's Krueger… Freddy Krueger)
- «Как мило — свежее мясо!» (англ. How Sweet — Fresh Meat)

### Кассовые сборы
Премьера фильма в США состоялась 19 августа 1988 года на площадке 1 865 кинотеатров Америки. В первые выходные картина собрала $12 883 403, заняв первую строчку по итогам уикенда. Во вторые выходные фильм по-прежнему лидировал в прокате, собрав ещё $6 989 358 — картина сохранила лидерство в третью неделю, опустившись на второе, четвёртое и шестое места по итогам следующих трёх недель, а на 7-й неделе оказавшись на 11-м месте. Общие сборы в США составили $49 369 899, став самым успешным фильмом студии за 1988 год и самым прибыльным фильмом ужасов — по итогам проката картина оказалась на 19-м месте в конце года. Кроме того, четвёртая часть — вторая по доходам после фильма «Фредди против Джейсона» в серии. Успех фильма во многом повлиял на решение студии начать работу над телесериалом «Кошмары Фредди».

### Критика
На сайте «КиноПоиск» на ноябрь 2021 года рейтинг картины — 6,585 (на основе 16 093 оценок зрителей), а на сайте «Internet Movie Database» — 5,7 (на основе 53 831 зрительских оценок). Картина собрала 52 % «гнилых» помидоров на сайте «Rotten Tomatoes» на основе 29 профессиональных обзоров с общим заключением: «Фильм достигает наивысшей точке во франшизе изобретательной подачей, однако первый фильм превзойти так и не вышло». На агрегаторе «Metacritic» зрительский рейтинга фильма — 6,9, также оценка 56 из 100 на основе 10 отзывов критиков — «от смешанных до средних».
После выхода фильма Кевин Томас из «Los Angeles Times» оценил сюжет, актёрскую игру и специальные эффекты, назвав картину «лучшей в серии, умудряющейся быть остроумной, кровавой и изобретательной. Фильм правдоподобно показывает юношеские переживания, находя отклик у своей главной аудитории — подростков». Также Томас оценил работу Уилкокс над образом Элис: «Это фильм о том, как застенчивая, милая девочка Элис, борющаяся с алкоголизма своего овдовевшего отца, находит в себе силы, чтобы столкнуться лицом к лицу с Фредди — не без помощи любви самого красивого мальчика в школе. Сцены кошмаров представляют почти что инфернальные образы, а молодые актёры блистают. Выдающий кинодебют Уилкокс в непростой роли». Раскритиковав сюжет фильма, Джон Х. Ричардсон из «Los Angeles Daily News» оценил «высококлассные визуальные эффекты, неуступающие и даже в чём-то лучше, чем в «Воинах сна».

### Награды
- 1988: Кинофестиваль в Сиджесе:
  - «Лучшие зрительные эффекты» (победа)
  - «Лучший фильм» (номинация)
- 1989: Золотая малина:
  - «Худшая песня» (номинация композиции «Therapist» группа «Vigil»)
- 1989: Fantasporto Awards:
  - «Лучший фильм» (номинацияРенни Харлина)
- 1989: Young Artist Awards:
  - «Лучший фильм ужасов» (победа)
  - «Лучший актёр в мистическом фильме» (номинация Родни Истмана)
  - «Лучший актёр в мистическом фильме» (номинация Андраса Джонса)
  - «Лучшая актриса в мистическом фильме» (номинация Брук Тисс)
- 1990: Saturn Award:
  - «Лучший режиссёр» (номинация Ренни Харлина)
  - «Лучший фильм ужасов» (номинация)
  - «Лучший актёр второго плана» (номинация Роберт Инглунд)

### Выход на видео
Ряд изменений в звуковой дорожке картины был сделан при выпуске фильма на видео. В кинотеатральной версии фильма, когда Крюгер надевает солнцезащитные очки, на пляже звучит короткая мелодия, похожая на главную музыкальную тему сериала «Полиция Майами» — однако во всех изданиях фильма музыка была заменена во избежание нарушения авторских прав и возможных судебных исков. Когда Элис входит в класс в одной из сцен, в прокатной версии и на некоторых изданиях слышен диалог, которой позднее вырезали — в сцене звучит лишь музыка; на одном из изданий фильма на DVD присутствует так называемый «кинотеатральный трек», где диалог присутствует — в любом случае текст слов отображается в субтитрах издания.

#### США
Распространителем фильма для выпуска на домашних носителях — VHS и лазерных дисках — выступила компания «Media Home Entertainment»; тиражом в других англоязычных странах занималась компания «CBS FOX Video» — в версии от CBS был сокращён ряд особо кровавых сцен. Фильм был издан на видео в 1989 году после выхода картины в прокат. На DVD все фильмы серии были изданы в 1999 году в 8-дисковом бокс-сете, который включал диск с бонусными материалами, а также буклет с рассказами о съёмках фильмов. Попутно все фильмы получили аналогичное издание на VHS. В 2008 году поступило двухдисковое издание всех восьми фильмов серии, включая «Фредди против Джейсона». Незадолго до выхода ремейка, 13 апреля 2010 года в продажу поступил набор с восемью фильмами классического сериала, однако на обложке был изображён Фредди Крюгер в исполнении Джека Эрла Хэйли.
27 сентября 2011 вместе с пятым фильмом «Дитя сна» картина была впервые издана на Blu-ray и содержала новые бонусные материалы.

#### Россия
Четвёртый фильм — единственный в серии, который по неизвестным причинам не выпустила студия «Союз» на VHS, хотя все остальные части дважды были изданы в одноголосом озвучании Василия Горчакова. Премьера фильма на DVD состоялась летом 2008 года, когда компании «Central Partnership» («CP Дистрибуиция») и «Синема Трейд» начали выпуск всего сериала на лицензионных дисках для пятого региона (картина также выходила в составе подарочного бокс-сета). Позже было выпущено региональное издание с чёрной обложкой, а также двухдисковое издание всего сериала. На Blu-Ray фильм официально не выходил.

## Адаптации и упоминания

### Франшиза
За могильной плитой Кристин можно увидеть надгробья Ненси Томпсон и её отца, героев первой и третьей серии, погибших в «Кошмаре на улице Вязов 3: Воины сна». Изменённая фраза Фредди «Как мило, свежее мясо!» (англ. How Sweet, Fresh Meat!) прозвучит в «Фредди против Джейсона» — «Как мило, тёмное мясо!» (англ. How Sweet, Dark Meat!).
«Создание «Кошмара на улице Вязов 4» (англ. The Making Of Nightmare On Elm Street 4) — это 50-минутный документальный фильм, единственный, который выпустила компания «United American Video Corp.» отдельно на VHS в 1989 году; издание на лазерном диске включало 10 минут дополнительных видео, на попавших на кассету; на DVD и Blu-Ray фильм не переиздавался. В фильме использованы интервью с актёрами Робертом Инглундом и Лизой Уилкокс, режиссёром Ренни Харлином, продюсером Рэйчел Талалэй, создателем франшизы Уэсом Крэйвеном, а также с экспертами по визуальных эффектов — Скриминг Мэд Джорджем, Джоном Карлом Бюхлером, Стивом Джосоном и Кевином Ягером. Книга производственного дизайнера третьего и четвёртого фильмов Мика Строуна и Блейка Беста «Заглушая крики: Настоящий повелитель снов» (англ. Behind The Screams: The Dream Masters Revealed) посвящена работе над четвёртой частью.
Одна из глав документального проекта «Never Sleep Again: The Elm Street Legacy» 2010 года посвящена истории создания фильма.

### Сопутствующая продукция
Компания «Mezco Toyz» выпустила несколько фигурок в серии «Cinema Of Fear 4» — Фредди в медицинском халате и Дебби, трансформирующуюся в таракана.

### Отсылки к другим проектам
В фильме есть несколько отсылок к другим культовым картинам и их создателя:
- Когда Элис попадает в дом Фредди, повсюду висят цепи — как в фильме «Восставший из ада» (1987 год) Клайва Баркера. Кроме того, при воскрешении Крюгера кости облекаются кровью и плотью, как это было показано в «Восставшем из ада».
- В сцене у кинотеатра, на стене здания висит плакат предыдущего фильма Харлина «Тюрьма» (1988 года), а также афиши фильмов «Сумасшествие вокруг марихуаны 2: Правдивая история» (1985 года) и «Лак для волос» (1988 года).
- В комнате Кинкейда висит постер к фильму «У холмов есть глаза» (1977 года) — его снял автор первого «Кошмара» Уэс Крэйвен.
- Ещё одна отсылка к автору оригинального фильма — кафе «Crave Inn», где работают Элис и Дебби. Его название звучит также, как и фамилия Крэйвен.
- В комнате Кристин виден журнал, на обложке которого Джонни Депп, чей кинодебют состоялся в первом «Кошмаре». Актёр также исполнил эпизодическую роль в шестом фильме серии — «Фредди мёртв. Последний кошмар».
- Дебби не выполнила домашнее задании по тригонометрии, потому что смотрела очередную серию «Династии».
- Фредди произносит фразу «Добро пожаловать в страну чудес, Элис!», отсылая к произведению Льиса Кэррола.
- Коронная фраза Рика «Привет, малыыыыышка!» — фраза из комедийного фильма ужасов «Вамп», в котором снялся Роберт Раслер, сыгравший Грейди в «Мести Фредди».